# Caucasopisthes
Caucasopisthes procurvus és una espècie d'aranya araneomorfa de la subfamília Erigoninae, dins de la família Linyphiidae.
És l'únic membre del gènere monotípic Caucasopisthes.
Fou descrit per primera vegada per A. V. Tanasevitch l'any 1990,

## Distribució
Es troba a Geòrgia i Rússia en el nord del Caucas.